# باراباش
باراباش (به مجاری: Barabás) یک منطقهٔ مسکونی در مجارستان است که در ناحیه واشاروشنامنی واقع شده‌است. باراباش ۳۸٫۱۹ کیلومتر مربع مساحت و ۸۵۵ نفر جمعیت دارد.